# Kanton Cusset-Nord
Cusset-Nord is een voormalig kanton van het Franse departement Allier. Het kanton maakte deel uit van het arrondissement Vichy. 
Het werd opgeheven bij decreet van 27 februari 2014, met uitwerking op 22 maart 2015. 

## Gemeenten
Het kanton Cusset-Nord omvatte de volgende gemeenten:
- Bost
- Creuzier-le-Neuf
- Creuzier-le-Vieux
- Cusset (deels, hoofdplaats)

Deze zijn alle opgenomen in het nieuwe kanton Cusset.